# 886 (szám)
A 886 (római számmal: DCCCLXXXVI) egy természetes szám, félprím, a 2 és a 443 szorzata.

## A szám a matematikában
A tízes számrendszerbeli 886-os a kettes számrendszerben 1101110110, a nyolcas számrendszerben 1566, a tizenhatos számrendszerben 376 alakban írható fel.
A 886 páros szám, összetett szám, azon belül félprím, kanonikus alakban a 21 · 4431 szorzattal, normálalakban a 8,86 · 102 szorzattal írható fel. Négy osztója van a természetes számok halmazán, ezek növekvő sorrendben: 1, 2, 443 és 886.
A 886 négyzete 784 996, köbe 695 506 456, négyzetgyöke 29,76575, köbgyöke 9,60457, reciproka 0,0011287. A 886 egység sugarú kör kerülete 5566,90218 egység, területe 2 466 137,667 területegység; a 886 egység sugarú gömb térfogata 2 913 330 630,3 térfogategység.